# اریک دو لاوال
اریک دو لاوال (انگلیسی: Erik de Laval; ۲۸ آوریل ۱۸۸۸ – ۹ نوامبر ۱۹۷۳) ورزشکار پنج‌گانه مدرن اهل سوئد بود.
وی در مسابقات کشوری و بین‌المللی در مجموع برندهٔ ۱ مدال نقره شده‌است.